# Art robotique

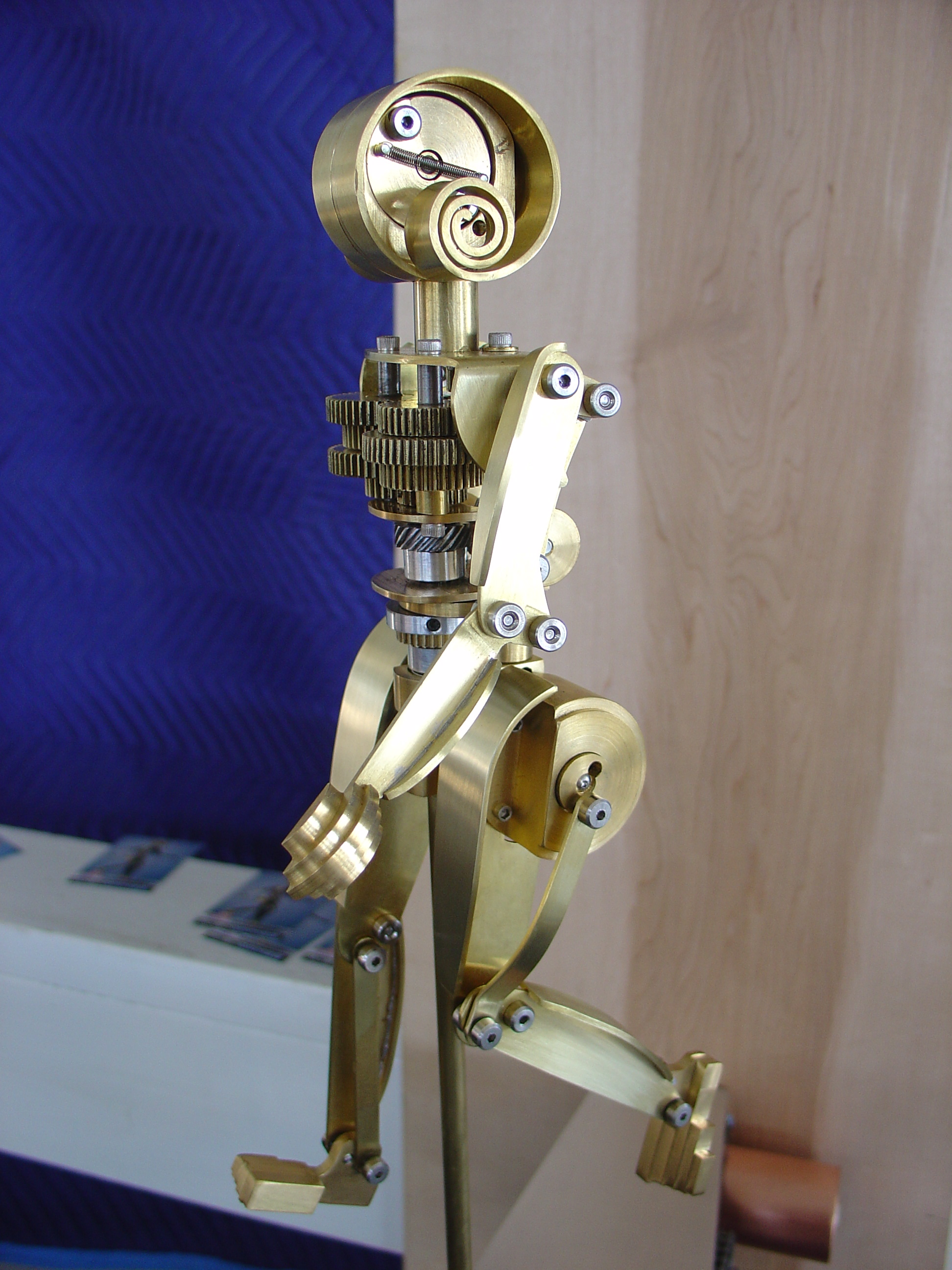
Mechanical Woman Walking (« Femme mécanique en train de marcher ») par Mark Galt

 (avril 2016).
Si vous disposez d'ouvrages ou d'articles de référence ou si vous connaissez des sites web de qualité traitant du thème abordé ici, merci de compléter l'article en donnant les références utiles à sa vérifiabilité et en les liant à la section « Notes et références ».
L'art robotique consiste à utiliser des robots ou autre technologies automatiques pour composer une œuvre d'art. L'art robotique consiste souvent en des installations rendues plus ou moins interactives au moyen de capteurs. Cette interactivité le distingue de l'art cinétique plus traditionnel. 
Zaven Paré est un exemple d'artiste pratiquant l'art robotique.

## Artistes robotiques
Ceci est une liste non-exhaustive d'artistes robotiques contemporains:
- Max Dean (en)
- Maywa Denki, créateur de l'otamatone
- Ken Feingold (en)
- Flaming Lotus Girls (en)
- Omnicircus (en)
- Ken Goldberg
- Genco Gulan
- Nemo Gould (en)
- Garnet Hertz (en)
- Theo Jansen
- Chico MacMurtrie (en)
- Leonel Moura (en)
- Zaven Paré
- Mark Pauline
- Kal Spelletich (en)
- Survival Research Laboratories (en)
- Eric Paulos (en)
- Simon Penny (en)
- Ken Rinaldo (en)
- Christian Ristow (en)
- Stelarc
- Pindar Van Arman (en)
- Norman White
- Ai-Da